# Åkeri
Åkeri eller åkeriföretag avser verksamheter som äger ett eller flera fordon för transporter av gods, personer, djur eller en kombination av tidigarenämnda. Dessa fordon kan vara taxibilar, bussar, lastbilar eller andra typer av vägtransportsfordon. Företaget kan vara ett enmansföretag där en person äger en eller flera fordon. Hen är sedan vanligtvis medlem i en transportfirma som i sin tur tillhandahåller kontakter med kunder som önskar en transport utförd. Ett åkeri kan också ha flera anställda och i sig stå för både bilar och körningar. 
Termen har från början bara avsett lastbilsföretag som transporterade gods. På senare tid har branschorganisationer börjat benämna företag som verkar med persontransporter som åkerier, främst inom taxibranschen.  Man  har även börjat kalla budbilsföretag för åkerier eftersom de ibland kör för ett bolag som främst kör lastbilar.  Idag används begreppet brett inom transportsektorn. 

## Åkeribranschen i Sverige

### Omfattning på 2010-talet
- Åkerinäringens omsättning stod är 2015 för nästan 4 % av Sveriges BNP. Förädlingsvärdet uppgår till 156 miljarder kronor.[5]
- 86 % av allt gods som transporteras i Sverige gick år 2010 på lastbil[6]
- Transportnäringen på väg, inkluderat hela logistikkedjan, sysselsatte 225 000 människor[7]
- Lastbilar stod för sju procent av Sveriges totala utsläpp av växthusgaser, och 25 % av vägtrafikens[8]
- Lastbilsförare var för män det tredje vanligaste yrket i Sverige[9]

### Förarbrist inom buss- och lastbilsbranschen 2025
Transportföretagen och Sveriges Bussföretag har länge varnat för alarmerande brister i både lastbils- och bussbranschen. Förarbristen drabbar alla som jobbar inom respektive bransch eftersom personal måste jobba övertid. 
Enligt statistik från Sveriges Åkeriföretag uppskattar man att det idag (2025) finns en brist på 50 000 lastbilsförare i Sverige.  Medan efterfrågan på transportprogrammet på gymnasial nivå progressivt ökar saknas det platser för att alla sökande ska gå linjen. 
Idag (2025) saknas drygt 8 100 bussförare i Sverige. I skillnad från lastbilsbranschen där det finns utbildning för yrket redan på gymnasial nivå saknas denna i bussbranschen. Det finns undantag för att ta körkort för buss på gymnasiet redan vid 18 år men EU:s körkortsdirektiv förbjuder förare under 24 år att köra fem mil eller längre därför väljer gymnasier att systematiskt ta bort bussutbildningen för elever. Sveriges Bussföretag har länge kritiserat körkortsdirektivet på grund av detta. Svenska Kommunalarbetareförbundet menar medan att bristen beror på dåliga villkor, något som facket länge kritiserat sedan strejken 1999.

### Konkurrens i lastbilsbranschen 2015
År 2015 började det rapporteras i media om att Sveriges åkerier går i konkurs, 180 konkurser under 2014, på grund av konkurrens från låglöneländer som t.ex. Bulgarien. Utländska åkerier hade rätt att köra tre transporter inrikes, men kontrollerna är få och reglerna kringgicks kontinuerligt av låglönelandsföretag som inte betalade varken skatter eller avgifter samt lät sina chaufförer bo i sina bilar och arbeta för en tredjedel av en svensk chaufförs ersättning. Man uppskattade till att cirka 400-1000 utländska lastbilar fanns i Sverige.
Sveriges Åkeriföretag menar att konkurser inom åkerinäringen snarare är en konsolidering av branschen. Ungefär hälften av de 6000 medlemsföretagen är enmansföretag, och det är en minskade siffra. Branschtrenden är att företagens storlek ökar, varför konkurser i småföretag ses. Dessa konkurser ska inte tolkas som att den svenska åkerinäringen konkurreras ut av utländska företag, utan att de svenska företagen blir större.